# 亢池三
牧夫座14，又名BD+13 2764，HD 124570、SAO 100925、HR 5323，是牧夫座的一颗恒星，视星等为5.54，位于銀經0.78，銀緯66.03，其B1900.0坐标为赤經14h 9m 16.5s，赤緯+13° 66.03′ 42″。